# 알렉상드르 예르생
알렉상드르 에밀 장 예르생(프랑스어: Alexandre Emile Jean Yersin, 1863년 9월 22일 ~ 1943년 3월 1일)은 스위스 태생의 프랑스 의사이자 세균학자이다. 1894년, 선 페스트의 원인이 되는 간균(桿菌)인 페스균을 공동 발견하였다. 공동 발견자인 기타사토 시바사부로(北里柴三郞) 쪽이 며칠 더 빨리 발견을 하였으나, 예르생은 같은 병원균이 사람뿐 아니라 설치류에도 있다는 것을 처음으로 밝혀내어, 병의 전파 원인을 밝히는데 일조하였다.
1889년에 프랑스로 귀화하였다. 1895년, 베트남 나짱에 '나짱 파스퇴르 연구소'를 건립하여 전염병과 치료법을 연구하였다. 사후에는 베트남 나짱 수오이자오에 묻혔으며 2014년 베트남의 명예 시민으로 임명되었다.

## 생애
예르생은 1863년 스위스 보주 오본에서 프랑스 출신의 부모에게서 태어났다. 1883년에서 1884년까지 예르생은 스위스 로잔에서 의학을 전공했다. 이후 독일 마르부르크, 프랑스 파리(1884–1886)에서 공부를 했다. 1886년 그는 에밀 루의 초청으로 고등사범학교의 루이 파스퇴르의 연구소에 들어갔으며, 광견병 혈청 개발에 참여했다. 1888년에 〈결절 실험 발달에 관한 연구〉(Étude sur le Développement du Tubercule Expérimental)라는 논문 제목으로 박사 학위를 받았다. 이후 그는 독일에서 로베르트 코흐와 2개월을 함께 보냈다. 그는 당시 1889년에 설립된 파스퇴르 연구소에 합류하여 루의 공동 작업자로 디프테리아 독소(Corynebacterium diphtheriae 간균에 의해 생성됨)를 발견했다.